# Hemiphaisura gracilis
Hemiphaisura gracilis là một loài tò vò trong họ Ichneumonidae.